# Na-ui jeolchin akdangdeul
Na-ui jeolchin akdangdeul (나의 절친 악당들?), noto anche con il titolo internazionale Intimate Enemies, è un film del 2015 scritto e diretto da Im Sang-soo.

## Trama
Un gruppo di persone trova una borsa piena di denaro e decide di spartirsi equamente la somma; un gruppo di criminali tuttavia si mette al loro inseguimento. Nel frattempo, l'avventura fa innamorare Ji-noo e Na-mi, due di coloro che avevano trovato i soldi.